# Дискография Ирины Билык
Дискография украинской певицы Ирины Билык включает в себя двенадцать студийных альбомов, пять сборников и сорок девять синглов (включая шесть синглов, выпущенных на физических носителях, и двадцать три в цифровом формате).

## Альбомы

### Студийные альбомы
| Название        | Детали                                                                     |
| --------------- | -------------------------------------------------------------------------- |
| «Кувала зозуля» | - Релиз: 1990 - Лейбл: Студия «Фонограф» - Формат: кассета                 |
| «Я розкажу»     | - Релиз: 1994 - Лейбл: NAC - Формат: кассета                               |
| Nova            | - Релиз: 1995 - Лейбл: NAC - Формат: CD, кассета                           |
| «Так просто»    | - Релиз: 1996 - Лейбл: NAC - Формат: CD, кассета                           |
| «Фарби»         | - Релиз: 15 декабря 1997 - Лейбл: Nova Records - Формат: CD, кассета       |
| «ОМА»           | - Релиз: 1 марта 2000 - Лейбл: NAC - Формат: CD, кассета                   |
| «Biłyk»         | - Релиз: 5 июня 2002 - Лейбл: Mamamusic Polska - Формат: CD, кассета       |
| «Країна»        | - Релиз: 10 июня 2003 - Лейбл: JRC - Формат: CD, кассета                   |
| «Любовь. Яд»    | - Релиз: 7 июня 2004 - Лейбл: Mamamusic, Астра - Формат: CD, кассета       |
| «На бис»        | - Релиз: 23 декабря 2008 - Лейбл: Mamamusic, Астра - Формат: CD            |
| «Рассвет»       | - Релиз: 13 июля 2014 - Лейбл: Mamamusic - Формат: CD, цифровая загрузка   |
| «Без грима»     | - Релиз: 6 апреля 2017 - Лейбл: Best Music - Формат: CD, цифровая загрузка |

### Сборники
| Название                    | Детали                                                                    |
| --------------------------- | ------------------------------------------------------------------------- |
| «Краще»                     | - Релиз: 1998 - Лейбл: Nova Records - Формат: CD, кассета                 |
| «Допомогти так легко»       | - Релиз: 2006 - Лейбл: Moon Records - Формат: CD, кассета                 |
| «Навсегда»                  | - Релиз: 2008 - Лейбл: Mamamusic, Астра - Формат: CD                      |
| «Мы будем вместе. The Best» | - Релиз: 2012 - Лейбл: Mamamusic - Формат: CD                             |
| «50»                        | - Релиз: 6 апреля 2020 - Лейбл: Mamamusic - Формат: CD, цифровая загрузка |

## Синглы
| Год                                                                               | Название                                         | Наивысшая позиция в чартах | Наивысшая позиция в чартах | Наивысшая позиция в чартах | Наивысшая позиция в чартах | Наивысшая позиция в чартах | Наивысшая позиция в чартах | Наивысшая позиция в чартах | Наивысшая позиция в чартах      | Наивысшая позиция в чартах     | Наивысшая позиция в чартах  | Альбом                      |
| Год                                                                               | Название                                         | Украина ФДР Топ-40         | Украина TopHit Топ-100     | Киев TopHit Топ-100        | Россия TopHit Топ-100      | Москва TopHit Топ-100      | СНГ TopHit общий           | Европа Official Top 100    | Украина TopHit итоговый Топ-200 | Россия TopHit итоговый Топ-200 | СНГ TopHit итоговый Топ-200 | Альбом                      |
| --------------------------------------------------------------------------------- | ------------------------------------------------ | -------------------------- | -------------------------- | -------------------------- | -------------------------- | -------------------------- | -------------------------- | -------------------------- | ------------------------------- | ------------------------------ | --------------------------- | --------------------------- |
| 1996                                                                              | «Так просто»                                     | —                          | —                          | —                          | —                          | —                          | —                          | —                          | —                               | —                              | —                           | «Так просто»                |
| 1999                                                                              | «Вибачай»                                        | —                          | —                          | —                          | —                          | —                          | —                          | —                          | —                               | —                              | —                           | «ОМА»                       |
| 2001                                                                              | «Kraina»                                         | —                          | —                          | —                          | —                          | —                          | —                          | —                          | —                               | —                              | —                           | «Bilyk»                     |
| 2002                                                                              | «Aniol?»                                         | —                          | —                          | —                          | —                          | —                          | —                          | —                          | —                               | —                              | —                           | «Bilyk»                     |
| 2002                                                                              | «Droga»                                          | —                          | —                          | —                          | —                          | —                          | —                          | —                          | —                               | —                              | —                           | «Bilyk»                     |
| 2003                                                                              | «Мовчати» (совместно со «Скрябін»)               | —                          | —                          | —                          | —                          | —                          | —                          | —                          | 176                             | —                              | —                           | «Країна»                    |
| 2004                                                                              | «Любовь. Яд»                                     | 4                          | —                          | —                          | —                          | —                          | —                          | —                          | —                               | —                              | —                           | «Любовь. Яд»                |
| 2004                                                                              | «Если ты хочешь»                                 | 24                         | —                          | —                          | —                          | —                          | —                          | —                          | —                               | —                              | —                           | «Любовь. Яд»                |
| 2005                                                                              | «О любви»                                        | 11                         | —                          | —                          | —                          | —                          | —                          | —                          | —                               | —                              | —                           | «Любовь. Яд»                |
| 2005                                                                              | «Навсегда»                                       | 39                         | —                          | —                          | —                          | —                          | —                          | —                          | —                               | —                              | —                           | «На бис»                    |
| 2006                                                                              | «Рябина алая»                                    | —                          | —                          | —                          | —                          | —                          | —                          | —                          | —                               | —                              | —                           | «Навсегда»                  |
| 2008                                                                              | «Подарю тебе»                                    | 2                          | —                          | 4                          | —                          | —                          | —                          | —                          | —                               | —                              | —                           | «На бис»                    |
| 2009                                                                              | «Мир не знает»                                   | —                          | —                          | 51                         | —                          | —                          | —                          | —                          | —                               | —                              | —                           | «На бис»                    |
| 2010                                                                              | «Я люблю его» (совместно с Ольгой Горбачёвой)    | —                          | —                          | 1                          | —                          | —                          | 61                         | —                          | —                               | —                              | 162                         | «На бис»                    |
| 2010                                                                              | «Две родных души» (совместно с Сергеем Зверевым) | —                          | 94                         | 8                          | —                          | —                          | 112                        | —                          | —                               | —                              | —                           | без альбома                 |
| 2010                                                                              | «Моя любовь»                                     | 3                          | 2                          | 1                          | 59                         | 70                         | 40                         | 65                         | 8                               | —                              | 113                         | «На бис»                    |
| 2011                                                                              | «Девочка»                                        | 2                          | 3                          | 3                          | —                          | —                          | 62                         | 53                         | 15                              | —                              | —                           | «Рассвет»                   |
| 2011                                                                              | «Не цілуй» (совместно с «ТіК»)                   | —                          | 16                         | 35                         | —                          | —                          | 297                        | —                          | 146                             | —                              | —                           | «Рассвет»                   |
| 2012                                                                              | «Не ревную» (совместно с Ольгой Горбачёвой)      | —                          | 3                          | 3                          | —                          | —                          | 71                         | —                          | 12                              | —                              | 190                         | «Рассвет»                   |
| 2012                                                                              | «Мы будем вместе 2012»                           | —                          | 54                         | 19                         | 26                         | 25                         | 19                         | —                          | 169                             | 43                             | 35                          | «Мы Будем Вместе. The Best» |
| 2012                                                                              | «Коробочки»                                      | 40                         | 43                         | 63                         | —                          | —                          | 206                        | —                          | —                               | —                              | —                           | без альбома                 |
| 2012                                                                              | «За мить до поцілунку»                           | 18                         | 65                         | —                          | —                          | —                          | 178                        | —                          | —                               | —                              | —                           | «Рассвет»                   |
| 2012                                                                              | «Сильнее»                                        | 2                          | 3                          | 4                          | —                          | —                          | 99                         | 46                         | 15                              | —                              | —                           | «Рассвет»                   |
| 2013                                                                              | «Зима» (совместно с «ТіК»)                       | —                          | 38                         | 75                         | —                          | —                          | 161                        | —                          | —                               | —                              | —                           | «Рассвет»                   |
| 2013                                                                              | «Лето»                                           | 17                         | 20                         | 42                         | —                          | —                          | 163                        | —                          | 153                             | —                              | —                           | «Рассвет»                   |
| 2013                                                                              | «Такси»                                          | 1                          | 1                          | 1                          | —                          | —                          | 36                         | 53                         | 18                              | —                              | 191                         | «Рассвет»                   |
| 2014                                                                              | «Того кого»                                      | 17                         | 29                         | 30                         | —                          | —                          | 144                        | —                          | 82                              | —                              | —                           | «Рассвет»                   |
| 2014                                                                              | «Рассвет»                                        | 17                         | 39                         | 46                         | —                          | —                          | 246                        | —                          | —                               | —                              | —                           | «Рассвет»                   |
| 2015                                                                              | «Дед Мороз»                                      | —                          | —                          | —                          | —                          | —                          | 182                        | —                          | —                               | —                              | —                           | без альбома                 |
| 2016                                                                              | «Я все равно его люблю…»                         | 9                          | 25                         | 22                         | —                          | —                          | 148                        | —                          | 31                              | —                              | —                           | без альбома                 |
| 2016                                                                              | «Волшебники»                                     | —                          | 24                         | 20                         | —                          | —                          | 145                        | —                          | —                               | —                              | —                           | без альбома                 |
| 2017                                                                              | «Листья»                                         | —                          | 33                         | 49                         | —                          | —                          | 341                        | —                          | —                               | —                              | —                           | без альбома                 |
| 2018                                                                              | «Не питай»                                       | —                          | —                          | —                          | —                          | —                          | —                          | —                          | —                               | —                              | —                           | «Без грима»                 |
| 2018                                                                              | «Вперше»                                         | —                          | —                          | —                          | —                          | —                          | —                          | —                          | —                               | —                              | —                           | без альбома                 |
| 2018                                                                              | «Не ховай очей»                                  | 24                         | 16                         | 19                         | —                          | —                          | 284                        | —                          | 60                              | —                              | —                           | без альбома                 |
| 2018                                                                              | «Подружка» (совместно с Олей Ракицкой)           | —                          | 39                         | —                          | —                          | —                          | 415                        | —                          | —                               | —                              | —                           | без альбома                 |
| 2018                                                                              | «Лёня, Леонид»                                   | —                          | —                          | —                          | —                          | —                          | 935                        | —                          | —                               | —                              | —                           | без альбома                 |
| 2018                                                                              | «В новом году»                                   | —                          | —                          | —                          | —                          | —                          | —                          | —                          | —                               | —                              | —                           | без альбома                 |
| 2018                                                                              | «З Новим Роком, Україно!»                        | —                          | —                          | —                          | —                          | —                          | —                          | —                          | —                               | —                              | —                           | без альбома                 |
| 2019                                                                              | «Не такая, как все»                              | —                          | —                          | —                          | —                          | —                          | —                          | —                          | —                               | —                              | —                           | без альбома                 |
| 2019                                                                              | «Красная помада»                                 | —                          | 25                         | —                          | —                          | —                          | 348                        | —                          | —                               | —                              | —                           | «50»                        |
| 2020                                                                              | «Ресницы»                                        | —                          | —                          | —                          | —                          | —                          | —                          | —                          | —                               | —                              | —                           | «50»                        |
| 2020                                                                              | «Туфли»                                          | —                          | —                          | —                          | —                          | —                          | —                          | —                          | —                               | —                              | —                           | «50»                        |
| 2020                                                                              | «Осколки»                                        | —                          | —                          | —                          | —                          | —                          | —                          | —                          | —                               | —                              | —                           | без альбома                 |
| 2020                                                                              | «Не стримуй погляд»                              | 36                         | 43                         | —                          | —                          | —                          | —                          | —                          | —                               | —                              | —                           | без альбома                 |
| 2020                                                                              | «Я умею любить»                                  | —                          | —                          | —                          | —                          | —                          | —                          | —                          | —                               | —                              | —                           | без альбома                 |
| 2021                                                                              | «Одинокая»                                       | —                          | —                          | —                          | —                          | —                          | —                          | —                          | —                               | —                              | —                           | без альбома                 |
| 2021                                                                              | «Ангелов не выбирают»                            | —                          | —                          | —                          | —                          | —                          | —                          | —                          | —                               | —                              | —                           | без альбома                 |
| 2021                                                                              | «Отпусти» (совместно с Сергеем Мироненко)        | —                          | 67                         | —                          | —                          | —                          | 812                        | —                          | —                               | —                              | —                           | без альбома                 |
| 2021                                                                              | «Мне нравится»                                   | —                          | —                          | —                          | —                          | —                          | —                          | —                          | —                               | —                              | —                           | без альбома                 |
| 2022                                                                              | «Кордони»                                        | —                          | —                          | —                          | —                          | —                          | —                          | —                          | —                               | —                              | —                           | без альбома                 |
| Символ «—» означает, что сингл не попал в чарт или не выпускался в данной стране. |                                                  |                            |                            |                            |                            |                            |                            |                            |                                 |                                |                             |                             |

## Видеоклипы
| Год  | Название                                              | Режиссёр                     |
| ---- | ----------------------------------------------------- | ---------------------------- |
| 1990 | «Лише твоя»                                           | неизвестен                   |
| 1992 | «Божевільна»                                          | неизвестен                   |
| 1995 | «Годі вже»                                            | неизвестен                   |
| 1996 | «Дай руку мені»                                       | неизвестен                   |
| 1996 | «Тіа-ту (Я пишу тобі листа)»                          | неизвестен                   |
| 1996 | «Просто літо»                                         | неизвестен                   |
| 1996 | «Так просто»                                          | Виталий Докаленко            |
| 1996 | «Я іду на війну»                                      | Виталий Докаленко            |
| 1996 | «Так просто (Dance)»                                  | Виталий Докаленко            |
| 1996 | «Забула»                                              | неизвестен                   |
| 1997 | «А я пливу»                                           | Максим Паперник              |
| 1997 | «Одинокая»                                            | Максим Паперник              |
| 1998 | «Одинокая» (танцевальная версия)                      | Максим Паперник              |
| 1999 | «Вибачай»                                             | Максим Паперник              |
| 2000 | «Вітер»                                               | Максим Паперник              |
| 2000 | «Скажи»                                               | Максим Паперник              |
| 2001 | «Вже осінь»                                           | Игорь Иванов                 |
| 2001 | «А мені б туди»                                       | Алан Бадоев                  |
| 2001 | «Anioł»                                               | Максим Паперник              |
| 2002 | «Не плач, Марічко»                                    | Максим Паперник              |
| 2002 | «Droga» / «Дорога»                                    | Виктор Придувалов            |
| 2002 | «Країна»                                              | Максим Паперник              |
| 2002 | «Ти ангел»                                            | Максим Паперник              |
| 2003 | «Твої руки»                                           | Максим Паперник              |
| 2003 | «Мовчати» (совместно со «Скрябін»)                    | Виктор Придувалов            |
| 2003 | «Снег»                                                | Алан Бадоев                  |
| 2003 | «Помнить»                                             | Александр и Игорь Стеколенко |
| 2004 | «Бандуристе, орле сизий»                              | Алан Бадоев                  |
| 2004 | «Любовь. Яд»                                          | Александр и Игорь Стеколенко |
| 2004 | «Если ты хочешь»                                      | Алан Бадоев                  |
| 2004 | «О любви»                                             | Александр и Игорь Стеколенко |
| 2004 | «Ты на север, я на юг» (совместно с Веркой Сердючкой) | неизвестен                   |
| 2005 | «Любовь» (совместно с Омаром Арфушем)                 | Диана Гольде                 |
| 2005 | «Навсегда»                                            | Александр и Игорь Стеколенко |
| 2005 | «Мне не жаль»                                         | Максим Паперник              |
| 2006 | «Рябина алая»                                         | Алан Бадоев                  |
| 2007 | «Напополам» (совместно с Бондарчуком)                 | Алан Бадоев                  |
| 2007 | «Нас нет»                                             | Александр Кириенко           |
| 2007 | «Мы будем вместе»                                     | Алан Бадоев                  |
| 2008 | «Подарю тебе»                                         | Александр Филатович          |
| 2010 | «Счастье»                                             | Виктор Придувалов            |
| 2010 | «Я люблю его» (совместно с Ольгой Горбачёвой)         | Сергей Ткаченко              |
| 2010 | «Две родных души» (совместно с Сергеем Зверевым)      | Сергей Ткаченко              |
| 2010 | «Моя любовь»                                          | Сергей Ткаченко              |
| 2011 | «Девочка»                                             | Аслан Ахматов                |
| 2011 | «Не цілуй» (совместно с «ТіК»)                        | Сергей Ткаченко              |
| 2012 | «Не ревную» (совместно с Ольгой Горбачёвой)           | Сергей Ткаченко              |
| 2012 | «Мы будем вместе» (новая версия)                      | Сергей Ткаченко              |
| 2012 | «Коробочки»                                           | Сергей Ткаченко              |
| 2012 | «Зима» (совместно с «ТіК»)                            | Роман Веркулис               |
| 2012 | «Сильнее»                                             | Семён Горов                  |
| 2013 | «Жди меня» (совместно с Евгением Червоненко)          | Реза Голестани               |
| 2014 | «Неважно» (совместно с Борисом Моисеевым)             | Аслан Ахмадов                |
| 2015 | «Кричи»                                               | Семён Горов                  |
| 2015 | «Туфли» (снят в 2006 году)                            | Виктор Придувалов            |
| 2015 | «Дед Мороз»                                           | Елена Винярская              |
| 2016 | «Волшебники»                                          | Юрий Движон                  |
| 2017 | «Листья» (снят в 2014 году)                           | Елена Винярская              |
| 2018 | «Не питай»                                            | Юрий Движон                  |
| 2018 | «Не ховай очей»                                       | Юрий Движон                  |
| 2018 | «Подружка» (совместно с Олей Ракицкой)                | Елена Винярская              |
| 2018 | «Лёня, Леонид»                                        | Влад Разиховский             |
| 2019 | «Красная помада»                                      | Елена Винярская              |
| 2020 | «Осколки»                                             | Семён Горов                  |
| 2020 | «Я умею любить»                                       | Герман Ненов                 |
| 2021 | «Не стримуй погляд»                                   | Юрий Движон                  |
| 2021 | «Отпусти» (совместно с Сергеем Мироненко)             | Аслан Ахмадов                |
| 2021 | «Мне нравится»                                        | Герман Ненов                 |